# Chikkalli, Byadgi
Chikkalli là một làng thuộc tehsil Byadgi, huyện Haveri, bang Karnataka, Ấn Độ.